# Pinhal Interior Norte
Pinhal Interior Norte és una subregió estadística portuguesa, part de la Regió Centre i dividida entre el Districte de Coïmbra i el Districte de Leiria. Limita al nord amb Dão-Lafões, a l'est amb Serra da Estrela i la Cova da Beira, al sud amb Pinhal Interior Sul i Médio Tejo i a l'oest amb Pinhal Litoral i Baixo Mondego. Àrea: 2617 km². Població (2001): 138 543.
Comprèn 14 concelhos:
- Alvaiázere
- Ansião
- Arganil
- Castanheira de Pêra
- Figueiró dos Vinhos
- Góis
- Lousã
- Miranda do Corvo
- Oliveira do Hospital
- Pampilhosa da Serra
- Pedrógão Grande
- Penela
- Tábua
- Vila Nova de Poiares